# Schlacht bei Dennewitz
Frühjahrsfeldzug 1813
Lüneburg – Möckern – Halle – Großgörschen – Gersdorf – Bautzen – Reichenbach – Nettelnburg – Haynau – Halberstadt – Luckau
Herbstfeldzug 1813

Großbeeren – Katzbach – Dresden – Hagelberg – Kulm – Dennewitz – Göhrde – Altenburg – Wittenberg – Wartenburg – Liebertwolkwitz – Leipzig – Torgau – Hanau – Hochheim – Danzig
Winterfeldzug 1814

Épinal – Colombey – Brienne – La Rothière – Champaubert – Montmirail – Château-Thierry – Vauchamps – Mormant – Montereau – Bar-sur-Aube – Soissons – Craonne – Laon – Reims – Arcis-sur-Aube – Fère-Champenoise – Saint-Dizier – Claye –  Paris
Sommerfeldzug von 1815

Quatre-Bras – Ligny – Waterloo – Wavre – Paris
Die Schlacht bei Dennewitz fand am 6. September 1813 als Teil der Befreiungskriege statt. In ihr besiegten preußische, russische und schwedische Truppen der Nordarmee, angeführt von Friedrich Wilhelm von Bülow und Bogislav Friedrich Emanuel von Tauentzien, die französische Armee und die mit ihr verbündeten Sachsen unter Marschall Michel Ney.
Dieser Sieg hinderte Napoléon endgültig daran, nach Berlin vorzudringen. Napoleon verblieb fortan defensiv, was zur Entscheidung in der Völkerschlacht bei Leipzig führte.

## Vorgeschichte

### Ausgangslage und Vormarsch der Franzosen

Standarte des Saganer Landwehr-Bataillons unter General von Dobschütz
(Ausstellungsstück in der früheren Gedenkhalle zu Dennewitz)

Ursprünglich sah Napoleons Konzept vor, die Vereinigung der drei Armeen der verbündeten Mächte, des Russischen Reiches, des Königreiches Preußen und des Kaisertums Österreich, zu verhindern und sie jeweils getrennt zu schlagen. Nach der Schlacht an der Katzbach und der Schlacht bei Kulm und Nollendorf war dieses Konzept aber nicht mehr umsetzbar. Daher versuchte Napoleon nun, die Eroberung von Berlin zu erreichen. Damit beauftragte er Marschall Michel Ney, nachdem Marschall Charles Nicolas Oudinot in der Schlacht bei Großbeeren am 23. August geschlagen worden war.
Am Morgen des 5. September begann Marschall Ney von Wittenberg aus seinen Marsch auf Berlin. Dafür standen ihm drei Armee- und ein Kavalleriekorps zur Verfügung. An der Spitze der Armee marschierte das Korps Oudinot, dessen Avantgarde schon kurz hinter Wittenberg bei Zahna auf die preußische Vorhut unter dem Kommando von Leopold Wilhelm von Dobschütz stieß. Gleichzeitig rückte die Nordarmee unter Führung des schwedischen Kronprinzen Karl Johann – nach der Schlacht von Großbeeren – nach Süden vor, kam aber nur langsam vorwärts.

### Gefecht bei Zahna
Bei Zahna wurden die Truppen der preußischen Vorhut umfasst und mit erheblichen Verlusten auf das Gros der Armee zurückgeworfen. Die preußische Hauptmacht ging daraufhin bei Gadegast erneut zum Angriff über, wurde aber wiederum abgewiesen und bis Seyda verfolgt. Das preußische IV. Armeekorps Tauentzien konnte sich unter Verlust von 3000 Mann nach Jüterbog zurückziehen, während Marschall Ney seine Truppen, ohne aufklären zu lassen, bei Seyda lagern ließ. Die Franzosen planten, am kommenden Tage den Vormarsch in nördlicher Richtung fortzusetzen.
Tauentzien sollte befehlsgemäß einem Kampf selbst mit unterlegenen Kräften nicht ausweichen; allerdings sollte er sich westlich von Jüterbog aufstellen und damit näher an das III. Armeekorps Bülow heranrücken. Dieses sollte am nächsten Morgen bereitstehen, um Ney bei einem Vormarsch in die Flanke fallen zu können, bis die Russen und Schweden heran waren.
Mangels Aufklärung wussten die Franzosen jedoch nicht, wo sich die preußische Hauptmacht befand. Marschall Ney befahl den Vormarsch in zwei Kolonnen südlich an Jüterbog vorbei in Richtung Luckau. Das Korps Bertrand sollte nach Dennewitz, das Korps Reynier nach Rohrbeck vorgehen.

### Geografische Gegebenheiten des Schlachtgebietes
Das Gelände der Schlacht bildet ein Teil des zur Elbe abfallenden Hochfläche des Flämings. Damit bot die sanftwellige Landschaft der Infanterie potenziell Deckungsmöglichkeiten, der Kavallerie Möglichkeiten zur Attacke und der Artillerie Höhen, auf der sie sich postieren konnte.

## Verlauf der Schlacht

Plan der Schlacht aus Alisons Atlas

Die Spitze des Korps Bertrand unter Henri-Gratien Bertrand hatte schon Dennewitz erreicht, als sie quer vor sich die Marschkolonne von Tauentzien sah. Auch dieser hatte den Gegner bemerkt und haltgemacht. In der sich anbahnenden Schlacht, in der Bülow plangemäß von der westlichen Flanke her eingriff, standen ca. 40.000 Mann auf preußischer Seite den ca. 70.000 Mann auf französischer Seite gegenüber.
Tauentzien ließ seine Geschütze in drei Batterien auffahren und eröffnete das Artilleriegefecht. Die Infanterie nahm Aufstellung zum Gefecht. Gegen 11 Uhr begann der Angriff der französischen Division Fontanelli gegen den linken Flügel der preußischen Aufstellung.
Tauentzien ließ seine Landwehr zum Gegenstoß antreten, diese gingen aber alsbald wieder zurück. Die anmarschierende Spitze des Korps Bülow hielt die Franzosen von der Verfolgung der Landwehr ab. Tauentzien rettete diese schwierige Situation durch eine erfolgreiche Attacke von acht Schwadronen seiner Kavallerie, die bis in das zweite Treffen der französischen Infanterie eindringen konnten und Unordnung in die französischen Reihen brachten. Damit gewann die Infanterie Tauentziens Zeit, sich neu zu ordnen und Munition zu fassen. Die Truppen Tauentziens konnten sich nur mit großer Mühe und unter schweren Verlusten der französischen Angriffe erwehren, als ihnen die zu Bülows III. Korps gehörende Division Thümen zu Hilfe eilte.
Westlich von Tauentzien eingetroffen, die rechte Flanke der preußischen Truppen bildend, griff das III. Armeekorps von General Bülow bei Niedergörsdorf in die Schlacht ein. Da man die Franzosen schon geschlagen glaubte, stürmte ihre Infanterie in auseinandergezogenen Bataillonskolonnen gegen die bereitstehende Division Morand. In der Folge wurden sie mit starkem Feuer zurückgeschlagen. Aber dieser Erfolg der Franzosen war nur von kurzer Dauer. Nach verlustreichen Angriffen der Preußen konnten die französischen Truppen auf Dennewitz zurückgedrängt werden, wo sie vor dem Ort neue Position hinter einer starken Geschützlinie bezogen. Es begann ein heftiger Artilleriekampf.
Um der Bedrohung der linken Flanke des Korps Bertrand zu begegnen, schwenkte das VII. Korps von Reynier von seinem Marsch auf Rohrbeck nach links ab und stellte sich, links neben dem Korps Bertrand, den Truppen von Bülow zum Kampf. Auch hier, auf dem linken Flügel der Franzosen bei Gölsdorf, wogte nun der Kampf mit wechselndem Erfolg hin und her. Nach dem späten Eintreffen der preußischen Division Borstell, die nun den rechten Flügel des Korps Bülow bildete, wurden die Sachsen nach blutigem Kampf aus Gölsdorf gedrängt. Weiter konnten die Preußen jedoch nicht vordringen, da auch das XII. Korps unter Marschall Oudinot auf dem Schlachtfeld erschien und, gemeinsam mit den eben noch aus dem Dorf vertriebenen Sachsen, Gölsdorf zurückeroberte.
Marschall Ney befand sich auf dem rechten Flügel und beobachtete vor allem den Gefechtsverlauf beim Korps Bertrand in seiner Nähe. Als die französischen Truppen hier von den Truppen des Generalmajor von Thümen umgangen wurden und den Rückzug antreten mussten, traf er eine für den Ausgang der Schlacht verhängnisvolle Entscheidung. Er befahl dem Korps von Marschall Oudinot, den linken Flügel zu verlassen und die Truppen Bertrands auf rechten Flügels zu unterstützen. Durch den Abmarsch des XII. Korps und der damit verbundenen Schwächung des linken Flügels gelang den Truppen Bülow schließlich die erneute Vertreibung der Sachsen aus Göhlsdorf und der Vormarsch auf Dennewitz. Die Sachsen zogen schließlich ab, auch der rechte Flügel wich, bevor das XII. Korps dort Hilfe bringen konnte. Damit war die Schlacht entschieden. Die französischen Truppen verließen den Ort ihrer Niederlage.
|                                          |                                          |                                          |                                          |                                          |                                          |              |              |              |              |  |  |                                                |                                                |                                                |                                                |                                                |                                                | XXXXX Oberstes Hauptquartier (Schwarzenberg)      |                                                   |                                                   |                                                   |                                                   |                                                   |                                          |                                          |                                          |                                          |                                          |                                          |             |             |             |             |  |  |                                               |                                               |                                               |                                               |                                               |                                               |             |             |             |             |  |  |  |  |  |  |  |  |  |  |  |  |  |  |  |  |  |  |
|                                          |                                          |                                          |                                          |                                          |                                          |              |              |              |              |  |  |                                                |                                                |                                                |                                                |                                                |                                                |                                                   |                                                   |                                                   |                                                   |                                                   |                                                   |                                          |                                          |                                          |                                          |                                          |                                          |             |             |             |             |  |  |                                               |                                               |                                               |                                               |                                               |                                               |             |             |             |             |  |  |  |  |  |  |  |  |  |  |  |  |  |  |  |  |  |  |
|                                          |                                          |                                          |                                          |                                          |                                          |              |              |              |              |  |  |                                                |                                                |                                                |                                                |                                                |                                                |                                                   |                                                   |                                                   |                                                   |                                                   |                                                   |                                          |                                          |                                          |                                          |                                          |                                          |             |             |             |             |  |  |                                               |                                               |                                               |                                               |                                               |                                               |             |             |             |             |  |  |  |  |  |  |  |  |  |  |  |  |  |  |  |  |  |  |
| XXXX Nordarmee (Bernadotte) 110.700 Mann | XXXX Nordarmee (Bernadotte) 110.700 Mann | XXXX Nordarmee (Bernadotte) 110.700 Mann | XXXX Nordarmee (Bernadotte) 110.700 Mann | XXXX Nordarmee (Bernadotte) 110.700 Mann | XXXX Nordarmee (Bernadotte) 110.700 Mann |              |              |              |              |  |  |                                                |                                                |                                                |                                                |                                                |                                                | XXXX Böhmische Armee (Schwarzenberg) 254.300 Mann | XXXX Böhmische Armee (Schwarzenberg) 254.300 Mann | XXXX Böhmische Armee (Schwarzenberg) 254.300 Mann | XXXX Böhmische Armee (Schwarzenberg) 254.300 Mann | XXXX Böhmische Armee (Schwarzenberg) 254.300 Mann | XXXX Böhmische Armee (Schwarzenberg) 254.300 Mann |                                          |                                          |                                          |                                          |                                          |                                          |             |             |             |             |  |  | XXXX Schlesische Armee (Blücher) 105.000 Mann | XXXX Schlesische Armee (Blücher) 105.000 Mann | XXXX Schlesische Armee (Blücher) 105.000 Mann | XXXX Schlesische Armee (Blücher) 105.000 Mann | XXXX Schlesische Armee (Blücher) 105.000 Mann | XXXX Schlesische Armee (Blücher) 105.000 Mann |             |             |             |             |  |  |  |  |  |  |  |  |  |  |  |  |  |  |  |  |  |  |
| XXXX Nordarmee (Bernadotte) 110.700 Mann | XXXX Nordarmee (Bernadotte) 110.700 Mann | XXXX Nordarmee (Bernadotte) 110.700 Mann | XXXX Nordarmee (Bernadotte) 110.700 Mann | XXXX Nordarmee (Bernadotte) 110.700 Mann | XXXX Nordarmee (Bernadotte) 110.700 Mann |              |              |              |              |  |  |                                                |                                                |                                                |                                                |                                                |                                                | XXXX Böhmische Armee (Schwarzenberg) 254.300 Mann | XXXX Böhmische Armee (Schwarzenberg) 254.300 Mann | XXXX Böhmische Armee (Schwarzenberg) 254.300 Mann | XXXX Böhmische Armee (Schwarzenberg) 254.300 Mann | XXXX Böhmische Armee (Schwarzenberg) 254.300 Mann | XXXX Böhmische Armee (Schwarzenberg) 254.300 Mann |                                          |                                          |                                          |                                          |                                          |                                          |             |             |             |             |  |  | XXXX Schlesische Armee (Blücher) 105.000 Mann | XXXX Schlesische Armee (Blücher) 105.000 Mann | XXXX Schlesische Armee (Blücher) 105.000 Mann | XXXX Schlesische Armee (Blücher) 105.000 Mann | XXXX Schlesische Armee (Blücher) 105.000 Mann | XXXX Schlesische Armee (Blücher) 105.000 Mann |             |             |             |             |  |  |  |  |  |  |  |  |  |  |  |  |  |  |  |  |  |  |
|                                          |                                          |                                          |                                          |                                          |                                          |              |              |              |              |  |  |                                                |                                                |                                                |                                                |                                                |                                                |                                                   |                                                   |                                                   |                                                   |                                                   |                                                   |                                          |                                          |                                          |                                          |                                          |                                          |             |             |             |             |  |  |                                               |                                               |                                               |                                               |                                               |                                               |             |             |             |             |  |  |  |  |  |  |  |  |  |  |  |  |  |  |  |  |  |  |
|                                          |                                          |                                          |                                          |                                          |                                          |              |              |              |              |  |  | XXXX Österreicher (Schwarzenberg) 127.000 Mann | XXXX Österreicher (Schwarzenberg) 127.000 Mann | XXXX Österreicher (Schwarzenberg) 127.000 Mann | XXXX Österreicher (Schwarzenberg) 127.000 Mann | XXXX Österreicher (Schwarzenberg) 127.000 Mann | XXXX Österreicher (Schwarzenberg) 127.000 Mann |                                                   |                                                   |                                                   |                                                   |                                                   |                                                   | XXXX Russen/Preußen Barclay 130.000 Mann | XXXX Russen/Preußen Barclay 130.000 Mann | XXXX Russen/Preußen Barclay 130.000 Mann | XXXX Russen/Preußen Barclay 130.000 Mann | XXXX Russen/Preußen Barclay 130.000 Mann | XXXX Russen/Preußen Barclay 130.000 Mann |             |             |             |             |  |  |                                               |                                               |                                               |                                               |                                               |                                               |             |             |             |             |  |  |  |  |  |  |  |  |  |  |  |  |  |  |  |  |  |  |
|                                          |                                          |                                          |                                          |                                          |                                          |              |              |              |              |  |  | XXXX Österreicher (Schwarzenberg) 127.000 Mann | XXXX Österreicher (Schwarzenberg) 127.000 Mann | XXXX Österreicher (Schwarzenberg) 127.000 Mann | XXXX Österreicher (Schwarzenberg) 127.000 Mann | XXXX Österreicher (Schwarzenberg) 127.000 Mann | XXXX Österreicher (Schwarzenberg) 127.000 Mann |                                                   |                                                   |                                                   |                                                   |                                                   |                                                   | XXXX Russen/Preußen Barclay 130.000 Mann | XXXX Russen/Preußen Barclay 130.000 Mann | XXXX Russen/Preußen Barclay 130.000 Mann | XXXX Russen/Preußen Barclay 130.000 Mann | XXXX Russen/Preußen Barclay 130.000 Mann | XXXX Russen/Preußen Barclay 130.000 Mann |             |             |             |             |  |  |                                               |                                               |                                               |                                               |                                               |                                               |             |             |             |             |  |  |  |  |  |  |  |  |  |  |  |  |  |  |  |  |  |  |
|                                          |                                          |                                          |                                          | XXX Russen                               | XXX Russen                               | XXX Russen   | XXX Russen   | XXX Russen   | XXX Russen   |  |  |                                                |                                                |                                                |                                                | XXX Österreicher                               | XXX Österreicher                               | XXX Österreicher                                  | XXX Österreicher                                  | XXX Österreicher                                  | XXX Österreicher                                  |                                                   |                                                   |                                          |                                          |                                          |                                          | XXX Preußen                              | XXX Preußen                              | XXX Preußen | XXX Preußen | XXX Preußen | XXX Preußen |  |  |                                               |                                               |                                               |                                               | XXX Preußen                                   | XXX Preußen                                   | XXX Preußen | XXX Preußen | XXX Preußen | XXX Preußen |  |  |  |  |  |  |  |  |  |  |  |  |  |  |  |  |  |  |
|                                          |                                          |                                          |                                          | XXX Russen                               | XXX Russen                               | XXX Russen   | XXX Russen   | XXX Russen   | XXX Russen   |  |  |                                                |                                                |                                                |                                                | XXX Österreicher                               | XXX Österreicher                               | XXX Österreicher                                  | XXX Österreicher                                  | XXX Österreicher                                  | XXX Österreicher                                  |                                                   |                                                   |                                          |                                          |                                          |                                          | XXX Preußen                              | XXX Preußen                              | XXX Preußen | XXX Preußen | XXX Preußen | XXX Preußen |  |  |                                               |                                               |                                               |                                               | XXX Preußen                                   | XXX Preußen                                   | XXX Preußen | XXX Preußen | XXX Preußen | XXX Preußen |  |  |  |  |  |  |  |  |  |  |  |  |  |  |  |  |  |  |
|                                          |                                          |                                          |                                          |                                          |                                          |              |              |              |              |  |  |                                                |                                                |                                                |                                                |                                                |                                                |                                                   |                                                   |                                                   |                                                   |                                                   |                                                   |                                          |                                          |                                          |                                          |                                          |                                          |             |             |             |             |  |  |                                               |                                               |                                               |                                               |                                               |                                               |             |             |             |             |  |  |  |  |  |  |  |  |  |  |  |  |  |  |  |  |  |  |
|                                          |                                          |                                          |                                          | XXX Preußen                              | XXX Preußen                              | XXX Preußen  | XXX Preußen  | XXX Preußen  | XXX Preußen  |  |  |                                                |                                                |                                                |                                                | XXX Österreicher                               | XXX Österreicher                               | XXX Österreicher                                  | XXX Österreicher                                  | XXX Österreicher                                  | XXX Österreicher                                  |                                                   |                                                   |                                          |                                          |                                          |                                          | XXX Russen                               | XXX Russen                               | XXX Russen  | XXX Russen  | XXX Russen  | XXX Russen  |  |  |                                               |                                               |                                               |                                               | XXX Preußen                                   | XXX Preußen                                   | XXX Preußen | XXX Preußen | XXX Preußen | XXX Preußen |  |  |  |  |  |  |  |  |  |  |  |  |  |  |  |  |  |  |
|                                          |                                          |                                          |                                          | XXX Preußen                              | XXX Preußen                              | XXX Preußen  | XXX Preußen  | XXX Preußen  | XXX Preußen  |  |  |                                                |                                                |                                                |                                                | XXX Österreicher                               | XXX Österreicher                               | XXX Österreicher                                  | XXX Österreicher                                  | XXX Österreicher                                  | XXX Österreicher                                  |                                                   |                                                   |                                          |                                          |                                          |                                          | XXX Russen                               | XXX Russen                               | XXX Russen  | XXX Russen  | XXX Russen  | XXX Russen  |  |  |                                               |                                               |                                               |                                               | XXX Preußen                                   | XXX Preußen                                   | XXX Preußen | XXX Preußen | XXX Preußen | XXX Preußen |  |  |  |  |  |  |  |  |  |  |  |  |  |  |  |  |  |  |
|                                          |                                          |                                          |                                          |                                          |                                          |              |              |              |              |  |  |                                                |                                                |                                                |                                                |                                                |                                                |                                                   |                                                   |                                                   |                                                   |                                                   |                                                   |                                          |                                          |                                          |                                          |                                          |                                          |             |             |             |             |  |  |                                               |                                               |                                               |                                               |                                               |                                               |             |             |             |             |  |  |  |  |  |  |  |  |  |  |  |  |  |  |  |  |  |  |
|                                          |                                          |                                          |                                          | XXX Schweden                             | XXX Schweden                             | XXX Schweden | XXX Schweden | XXX Schweden | XXX Schweden |  |  |                                                |                                                |                                                |                                                |                                                |                                                |                                                   |                                                   |                                                   |                                                   |                                                   |                                                   |                                          |                                          |                                          |                                          | XXX Garde                                | XXX Garde                                | XXX Garde   | XXX Garde   | XXX Garde   | XXX Garde   |  |  |                                               |                                               |                                               |                                               | XXX Russen                                    | XXX Russen                                    | XXX Russen  | XXX Russen  | XXX Russen  | XXX Russen  |  |  |  |  |  |  |  |  |  |  |  |  |  |  |  |  |  |  |
|                                          |                                          |                                          |                                          | XXX Schweden                             | XXX Schweden                             | XXX Schweden | XXX Schweden | XXX Schweden | XXX Schweden |  |  |                                                |                                                |                                                |                                                |                                                |                                                |                                                   |                                                   |                                                   |                                                   |                                                   |                                                   |                                          |                                          |                                          |                                          | XXX Garde                                | XXX Garde                                | XXX Garde   | XXX Garde   | XXX Garde   | XXX Garde   |  |  |                                               |                                               |                                               |                                               | XXX Russen                                    | XXX Russen                                    | XXX Russen  | XXX Russen  | XXX Russen  | XXX Russen  |  |  |  |  |  |  |  |  |  |  |  |  |  |  |  |  |  |  |
|                                          |                                          |                                          |                                          |                                          |                                          |              |              |              |              |  |  |                                                |                                                |                                                |                                                |                                                |                                                |                                                   |                                                   |                                                   |                                                   |                                                   |                                                   |                                          |                                          |                                          |                                          |                                          |                                          |             |             |             |             |  |  |                                               |                                               |                                               |                                               |                                               |                                               |             |             |             |             |  |  |  |  |  |  |  |  |  |  |  |  |  |  |  |  |  |  |
|                                          |                                          |                                          |                                          |                                          |                                          |              |              |              |              |  |  |                                                |                                                |                                                |                                                |                                                |                                                |                                                   |                                                   |                                                   |                                                   |                                                   |                                                   |                                          |                                          |                                          |                                          |                                          |                                          |             |             |             |             |  |  |                                               |                                               |                                               |                                               | XXX Russen                                    |                                               |             |             |             |             |  |  |  |  |  |  |  |  |  |  |  |  |  |  |  |  |  |  |
|                                          |                                          |                                          |                                          |                                          |                                          |              |              |              |              |  |  |                                                |                                                |                                                |                                                |                                                |                                                |                                                   |                                                   |                                                   |                                                   |                                                   |                                                   |                                          |                                          |                                          |                                          |                                          |                                          |             |             |             |             |  |  |                                               |                                               |                                               |                                               |                                               |                                               |             |             |             |             |  |  |  |  |  |  |  |  |  |  |  |  |  |  |  |  |  |  |

Quelle:
| Armeekorps                    | Gattung              | Regiment                                      | Stärke        |
| ----------------------------- | -------------------- | --------------------------------------------- | ------------- |
| IV. Armeekorps: GL Tauentzien | Infanterie           | 3. Reserve Infanterieregiment                 | 3 Bataillone  |
| IV. Armeekorps: GL Tauentzien | Infanterie           | 1. Schlesische Landwehr Infanterieregiment    | 3 Bataillone  |
| IV. Armeekorps: GL Tauentzien | Infanterie           | 1. Kurmärkische Landwehr Infanterieregiment   | 2 Bataillone  |
| IV. Armeekorps: GL Tauentzien | Infanterie           | 2. Kurmärkische Landwehr Infanterieregiment   | 3 Bataillone  |
| IV. Armeekorps: GL Tauentzien | Infanterie           | 5. Kurmärkische Landwehr Infanterieregiment   | 3 Bataillone  |
| IV. Armeekorps: GL Tauentzien | Kavallerie           | 2. Neumärkisches Landwehr Kavallerieregiment  | 2 Schwadronen |
| IV. Armeekorps: GL Tauentzien | Kavallerie           | 3. Ostpreußisches Landwehr Kavallerieregiment | 4 Schwadronen |
| IV. Armeekorps: GL Tauentzien | Kavallerie           | 3. Pommerisches Landwehr Kavallerieregiment   | 4 Schwadronen |
| IV. Armeekorps: GL Tauentzien | Kavallerie           | 3. Russisches Illovaiski Kosakenregiment      | 4 Schwadronen |
| IV. Armeekorps: GL Tauentzien | Artillerie           | VI. berittene Batterie                        | 4 Kanonen     |
| IV. Armeekorps: GL Tauentzien | Artillerie           | XI. berittene Batterie                        | 4 Kanonen     |
| IV. Armeekorps: GL Tauentzien | Artillerie           | XXX. Fußbatterie                              | 4 Kanonen     |
| IV. Armeekorps: GL Tauentzien | Artillerie           | XXVII. Fußbatterie                            | 8 Kanonen     |
| IV. Armeekorps: GL Tauentzien | Artillerie           | XVII. Fußbatterie                             | 8 Kanonen     |
| III. Armeekorps: GL Bülow     | 3. Brigade           | 2. Ostpreußische Grenadiere                   | 1 Bataillon   |
| III. Armeekorps: GL Bülow     | 3. Brigade           | 3. Ostpreußisches Infanterieregiment          | 3 Bataillone  |
| III. Armeekorps: GL Bülow     | 3. Brigade           | 4. Reserveinfanterieregiment                  | 1 Bataillon   |
| III. Armeekorps: GL Bülow     | 3. Brigade           | 3. Ostpreußisches Landwehrinfanterieregiment  | 4 Bataillone  |
| III. Armeekorps: GL Bülow     | 3. Brigade           | 1. Leibhusarenregiment „Totenkopf“            | 4 Schwadronen |
| III. Armeekorps: GL Bülow     | 3. Brigade           | 5. Batterie zu Fuß                            | 8 Kanonen     |
| III. Armeekorps: GL Bülow     | 4. Brigade           | Ostpreußische Jäger                           | 1/2 Bataillon |
| III. Armeekorps: GL Bülow     | 4. Brigade           | 4. Ostpreußisches Landwehrinfanterieregiment  | 4 Bataillone  |
| III. Armeekorps: GL Bülow     | 4. Brigade           | Infanterieregiment Elbe                       | 2 Bataillone  |
| III. Armeekorps: GL Bülow     | 4. Brigade           | 5. Reserveinfanterieregiment                  | 4 Bataillone  |
| III. Armeekorps: GL Bülow     | 4. Brigade           | Brandenburgisches Dragonerregiment            | 3 Schwadronen |
| III. Armeekorps: GL Bülow     | 4. Brigade           | 6. Batterie zu Fuß                            | 8 Kanonen     |
| III. Armeekorps: GL Bülow     | 3. Brigade           | 12. Batterie zu Fuß                           | 8 Kanonen     |
| III. Armeekorps: GL Bülow     | 4. Brigade           | VII. Russische Batterie zu Fuß                | 12 Kanonen    |
| III. Armeekorps: GL Bülow     | 6. Brigade           | Infanterieregiment Kolberg                    | 3 Bataillone  |
| III. Armeekorps: GL Bülow     | 6. Brigade           | 9. Reserveinfanterieregiment                  | 3 Bataillone  |
| III. Armeekorps: GL Bülow     | 6. Brigade           | 1. Neumärkische Landwehrinfanterieregiment    | 3 Bataillone  |
| III. Armeekorps: GL Bülow     | 6. Brigade           | Westpreußisches Dragonerregiment              | 2 Schwadronen |
| III. Armeekorps: GL Bülow     | 6. Brigade           | 1. Pommerisches Landwehrkavallerieregiment    | 4 Schwadronen |
| III. Armeekorps: GL Bülow     | 6. Brigade           | XVI. Batterie zu Fuß                          | 8 Kanonen     |
| III. Armeekorps: GL Bülow     | 6. Brigade           | XXI. Russische Batterie zu Fuß                | 6 Kanonen     |
| Reservekavallerie             | 1. Kavalleriebrigade | Königin Dragonerregiment                      | 4 Schwadronen |
| Reservekavallerie             | 1. Kavalleriebrigade | 2. Westpreußisches Dragonerregiment           | 4 Schwadronen |
| Reservekavallerie             | 2. Kavalleriebrigade | 2. Kurmärkisches Landwehrkavallerieregiment   | 3 Schwadronen |
| Reservekavallerie             | 2. Kavalleriebrigade | 4. Kurmärkisches Landwehrkavallerieregiment   | 3 Schwadronen |
| Reservekavallerie             | 2. Kavalleriebrigade | Pommerisches Landwehrkavallerieregiment       | 3 Schwadronen |
| Reservekavallerie             | Artillerie zu Pferd  | V. Batterie zu Pferd                          | 8 Kanonen     |
| Reservekavallerie             | 2. Kavalleriebrigade | VI. Batterie zu Pferd                         | 4 Kanonen     |

## Folgen der Schlacht
Die Preußen verloren ca. 10.500 Mann an Toten, Verwundeten und Gefangenen, die Franzosen ca. 23.000 Mann.

## Lehrpfad „Schlacht bei Dennewitz 1813“
Die Orte der Gefechte, die Denkmäler der Schlacht bei Dennewitz und die Ausstellung im Dorfmuseum kann man im Rahmen einer Wanderung auf einem militärhistorischen Lehrpfad besuchen, welcher aus 14 Stationen besteht. Dieser Lehrpfad wurde vor allem für Wanderer und Radfahrer konzipiert.

## Gedenken – Dorfmuseum Dennewitz
Am 6. September 1996 wurde im Wirtschaftsgebäude der ehemaligen Dorfschule von Dennewitz das neue Museum mit einer umfangreichen Sammlung zur Schlacht von 1813 eröffnet. Zudem finden im Rhythmus von 5 Jahren Gedenkveranstaltungen in Dennewitz statt. Mit Kranzniederlegungen, Festumzug und dem Biwak historischer Truppen von 1813 wird an die Schlacht erinnert und der militärischen und zivilen Opfer gedacht.

## Held von Dennewitz
General von Dobschütz, später am 13. Januar 1814 der „Befreier Wittenbergs“, spielte bei dieser Schlachtenfolge eine herausragende Rolle. Er hatte erst einen Monat zuvor, am 4. August 1813, als Befehlshaber das zum IV. Armeekorps Tauentziens gehörende Reservekorps übernommen. Wegen seines großen militärischen Erfolgs nannte man ihn anschließend „Held von Dennewitz“.

## Denkmäler

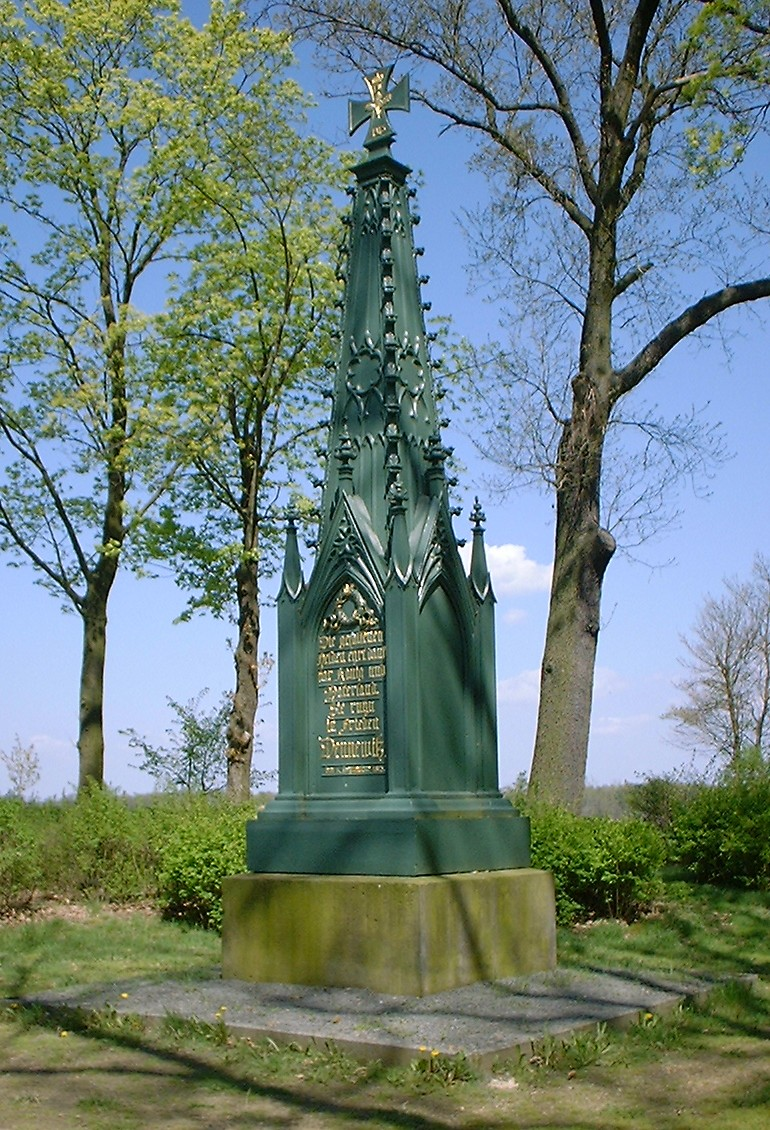
Obelisk in Niedergörsdorf
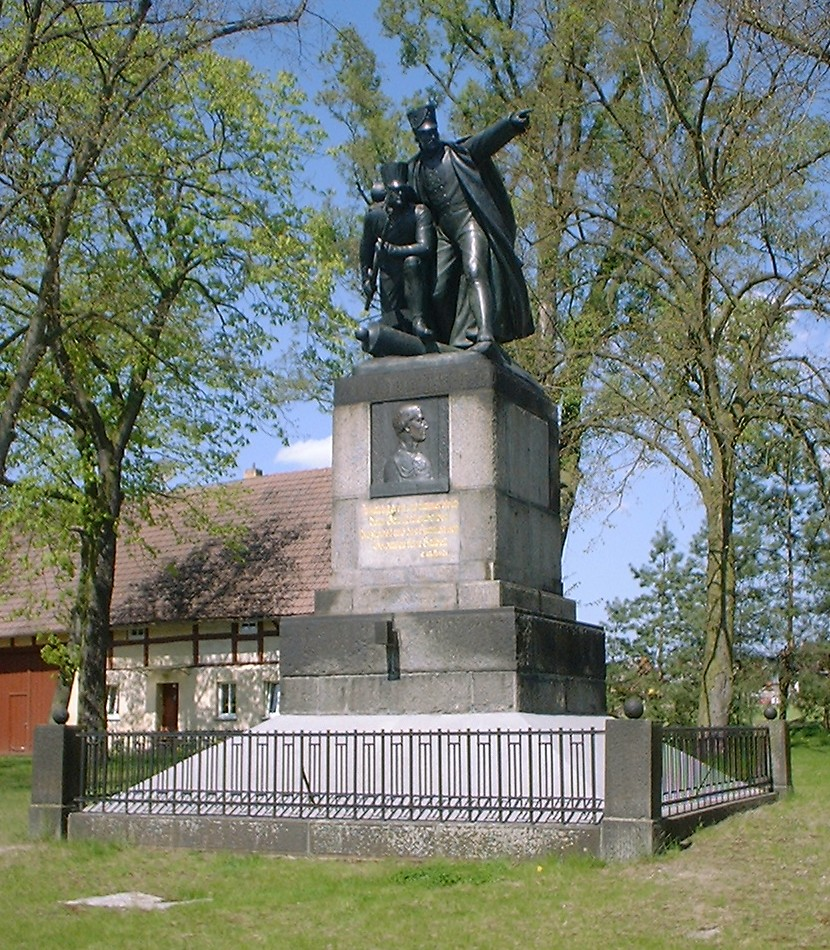
Bülow-Denkmal in Dennewitz
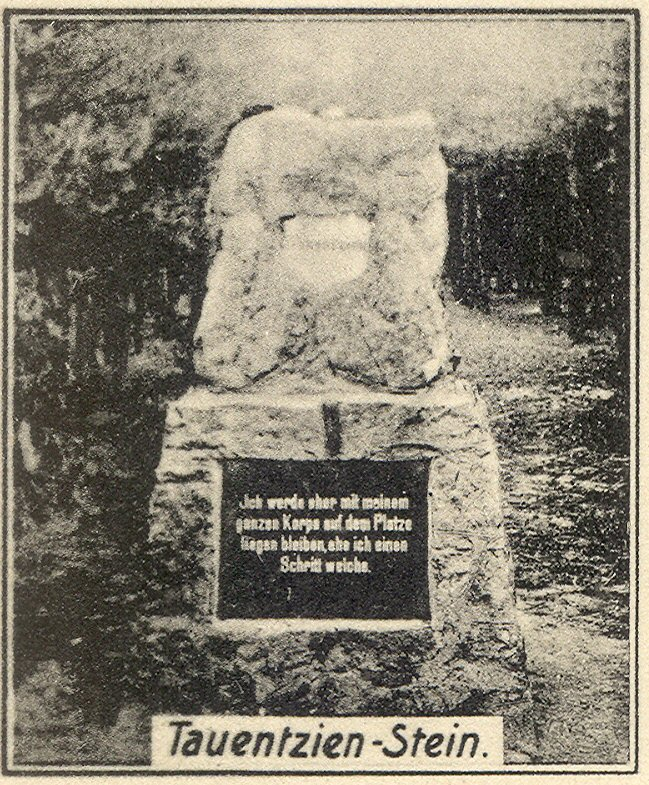
Der (ursprüngliche) Tauentzienstein in Dennewitz
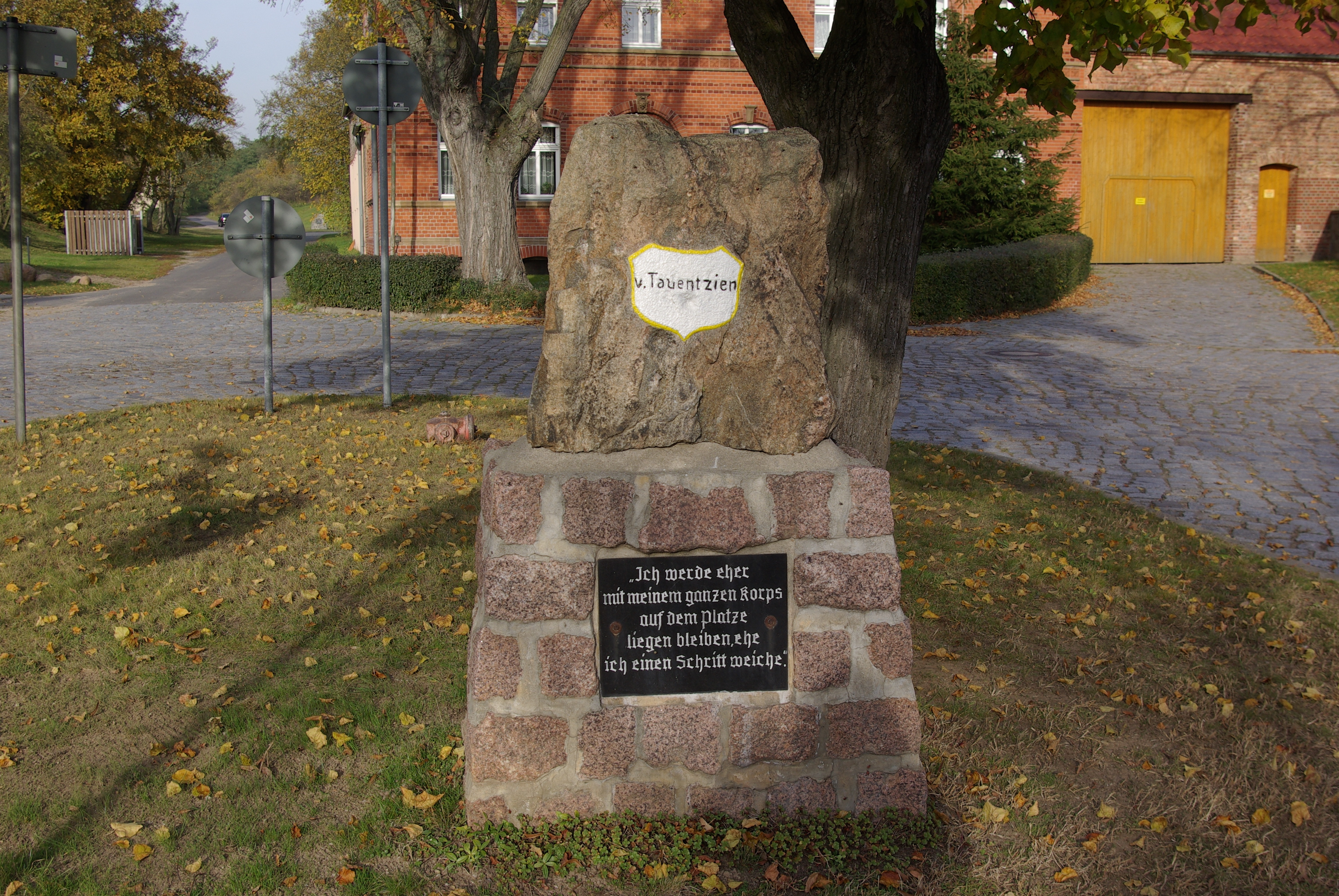
Tauentzienstein (seit 1988)
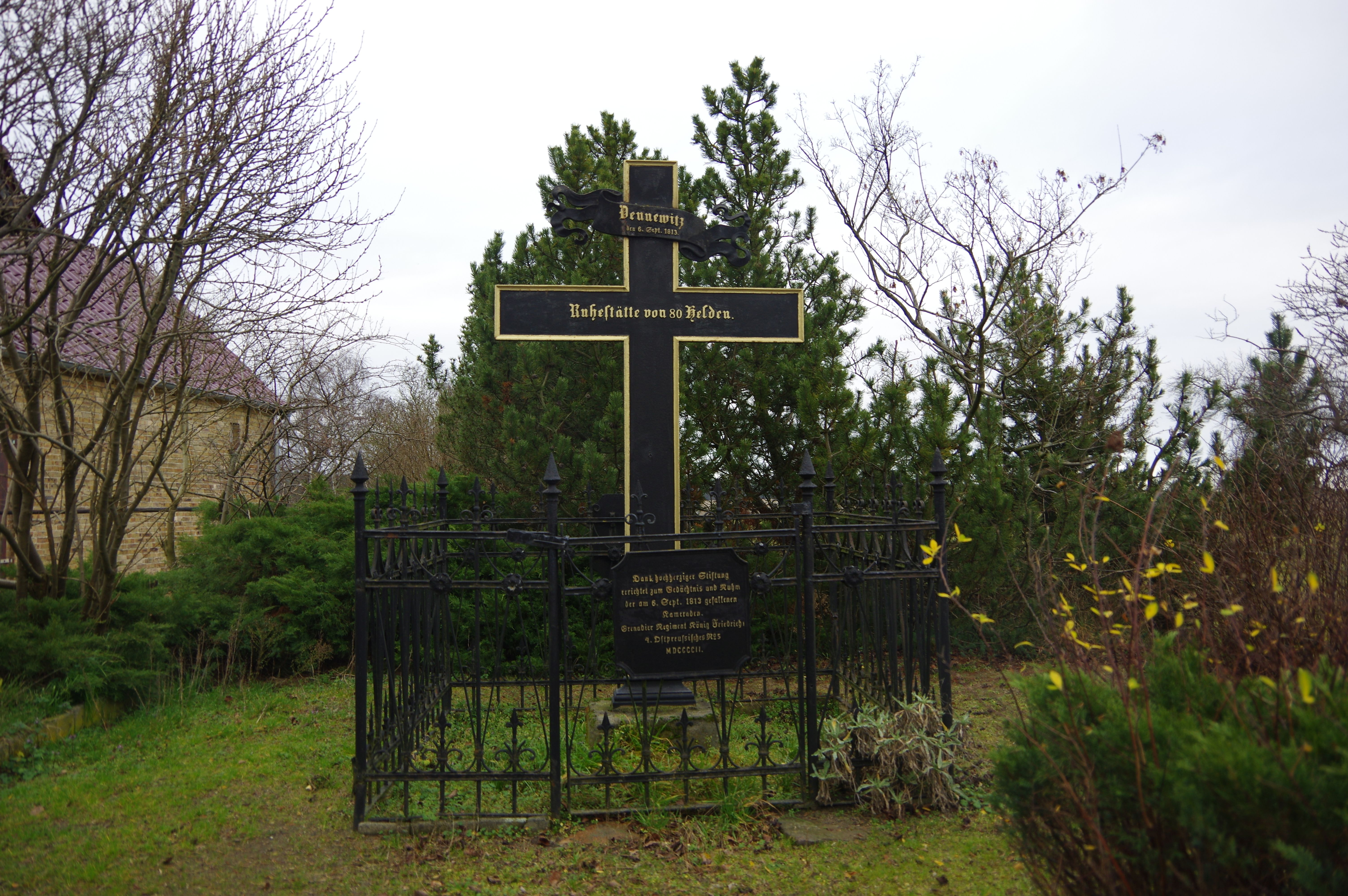
Denkmal für gefallene Grenadiere in Dennewitz